# Praias do Sado
Praias do Sado é uma localidade situada a leste de Setúbal, pertencente à freguesia do Sado, no distrito de Setúbal, na área metropolitana de Lisboa, Portugal. É aqui que se encontra a sede da freguesia, e a localidade possui como principal ponto de interesse os sapais do Estuário do Sado. Possui relevância por constituir o término dos serviços da Linha do Sado da rede de Urbanos de Lisboa, da CP. Está ligada à zona da Estefanilha, onde se encontra um dos campus do Instituto Politécnico de Setúbal, que se situa entre as duas localidades.
Realizam-se também várias romarias, como a Festa da Paróquia de Nossa Senhora de Fátima de Faralhão e Praias do Sado, o Festival de Folclore de Praias do Sado/Setúbal ou as comemorações do aniversário da freguesia e da União Cultural Recreativa e Desportiva Praiense.